# 東北區 (新加坡)
東北區（英語：North-East Region）是新加坡五個地區之一。東北區是新加坡五個地區當中人口最多，密度也最高的地區，盛港是東北區人口最多的市鎮，而實里達則是區中心。總面積13,810公頃，設有七個規劃區，並以住宅為主，設有217,120個住宅單位。住宅單位以高密度組屋為主，但該區也設有一定數量的私人住宅。
東北區與其他四個地區於1999年由新加坡市區重建局成立。1970年代以前，東北區以鄉村地區為主，幾乎沒有城市化，直至後來幾十年宏茂橋和後港等新鎮的發展，東北區人口才大幅增加，進行大規模城市發展。截至2020年，東北區人口為930,910人。雖然主要是住宅區，東北區也有一些旅遊景點，比如烏敏島與實龍崗島。

### 規劃區
| 規劃區   | 面積（平方公里） | 人口    | 密度（每平方公里人數） |
| -------- | ---------------- | ------- | ---------------------- |
| 宏茂橋   | 13.94            | 162,280 | 11,967                 |
| 後港     | 13.97            | 227,560 | 26,893                 |
| 東北群島 | 42.88            | 50      | 1.16                   |
| 榜鵝     | 9.34             | 174,450 | 15,000                 |
| 實里達   | 10.25            | 300     | 20.5                   |
| 盛港     | 10.59            | 249,370 | 21,917                 |
| 實龍崗   | 10.1             | 116,900 | 11,796                 |

## 外部連結
- North-East Region, Singapore